# Wu-i (Če-ťiang)
Wu-i (čínsky pchin-jinem Wǔyì, znaky zjednodušené 武义, tradiční 武義) je okres ležící v městské prefektuře Ťin-chua v provincii Če-ťiang Čínské lidové republiky. Rozloha okresu je 1 577 km², má 330 000 obyvatel.
V období jar a Podzimů oblast náležela ke státu Jüe. Jako samostatný okres se vydělil roku 691 z okresu I-wu. Roku 1958 byl k Wu-i připojen okres Süan-pching.
V ekonomice Wu-i je významné zemědělství, zejména pěstování čaje, a turistika.